# アドルフ・ペグー

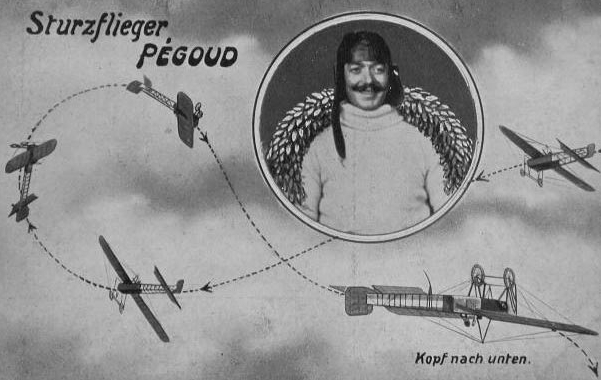
戦前のドイツの絵葉書のペグーの宙返り

セレスタン・アドルフ・ペグー（Célestin Adolphe Pégoud ,1889年6月13日-1915年8月31日）は、フランスのパイロットである。
1913年8月ヨーロッパでパラシュートで降下した最初のパイロットになった。この際、何を思ったか単座機で実験したので当然乗機は墜落したが、墜落するまでの乗機の挙動に着想を得て、同年9月21日、ブレリオ XIのテストパイロットとして宙返り飛行を行った。これは世界初の宙返り飛行として広まっているが、実際には、ロシア帝国においてピョートル・ネステロフが12日早く宙返り飛行を成功させている。 第一次世界大戦では6機を撃墜してエースパイロットになったが、厳密には公認3機、非公認3機であるため、「最初のエースパイロット」と言うよりも、「エースと呼ばれた最初のパイロット」というのが正しい。1915年、プティ＝クロワでの空中戦で撃墜され死亡した。